# Pogoń Siedlce
El Pogoń Siedlce es un equipo de fútbol polaco de la ciudad de Siedlce, en el voivodato de Mazovia. Actualmente juega en la I liga, la segunda categoría del país.

## Historia

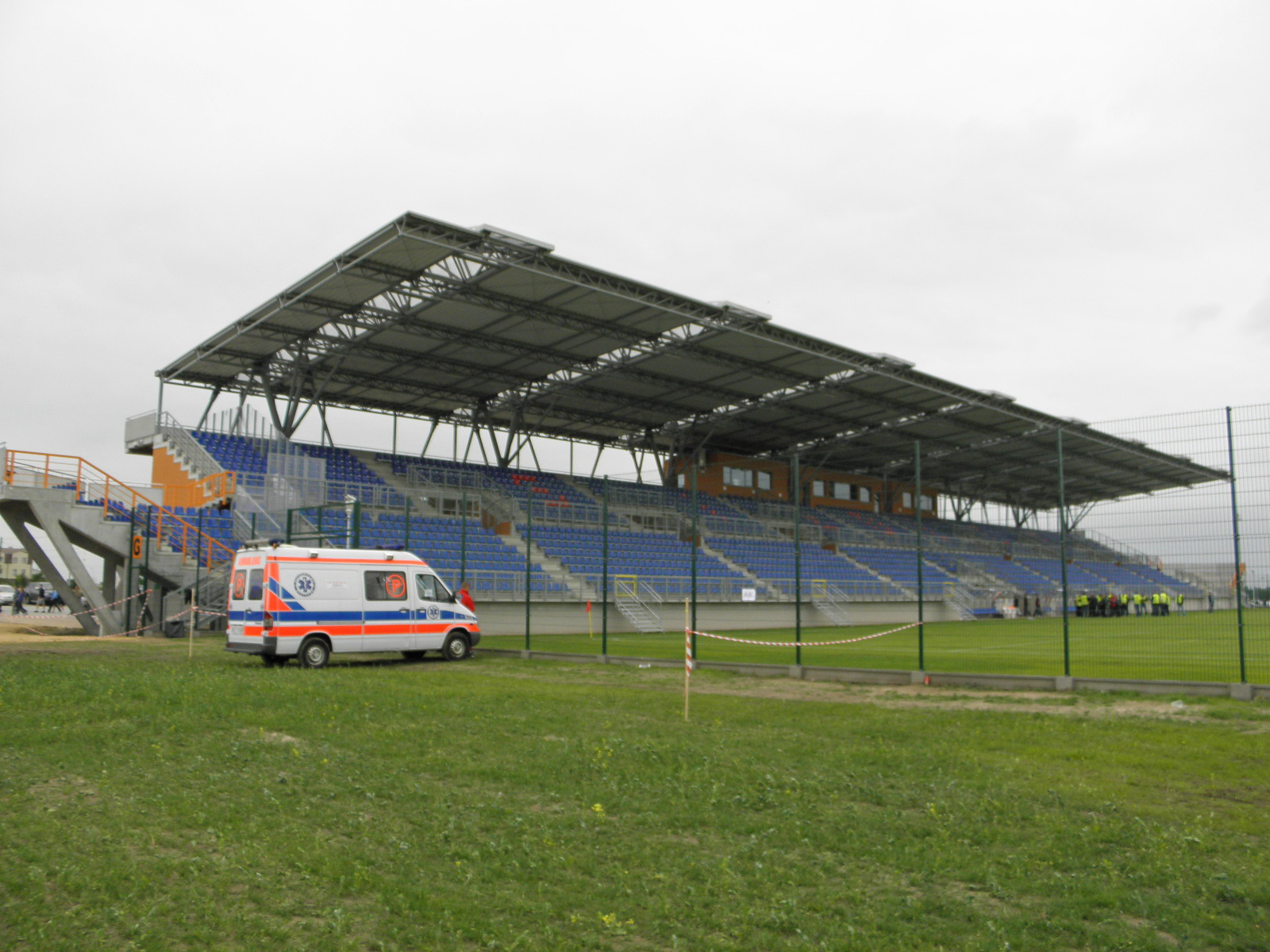
Estadio Municipal de Siedlce

El Pogoń Siedlce nació en 1945, cuando el MKS Pogoń Siedlce decidió abrir una sección de fútbol en el club. El Pogoń Siedlce destaca por su rama dedicada al rugby. El MKS Pogoń Siedlce actualmente juega en la Rugby Ekstraliga, la primera división polaca de rugby. En la temporada 2013-14, consiguió ser subcampeón de la liga tras el Lechia Gdańsk.
El equipo de fútbol empezó jugando en las categorías inferiores del país, hasta ascender a la II Liga en la temporada 1985-86. Durante la década de los ochenta, el Siedlce obtuvo los mejores resultados, consiguiendo incluso avanzar dentro de la Copa de Polonia en dos ocasiones: la primera en 1987, donde cayó ante el Legia de Varsovia por resultado general de 6 a 1 en cuartos de final; y la otra en el año 2000, donde perdió contra el Górnik Zabrze por 0 a 2 en octavos de final.
En la temporada 2013-14, el Pogoń Siedlce consiguió ascender a la I Liga, después de estar más de veinte años en la II Liga.

## Palmarés
- II Liga de Polonia: 1

2023/24